# Federico Bonacini
Federico Bonacini (Sassuolo, 23 gennaio 1999) è un cestista italiano del Basket Mestre, di ruolo playmaker.

## Statistiche
(Aggiornate al 14 novembre 2021)
| Stagione        | Squadra                | Competizione    | Partite | Partite | Partite | Statistiche tiro | Statistiche tiro | Statistiche tiro | Altre statistiche | Altre statistiche | Altre statistiche | Altre statistiche | Altre statistiche |
| Stagione        | Squadra                | Competizione    | Pres.   | Titol.  | Minuti  | Tiri da 2        | Tiri da 3        | Liberi           | Rimb.             | Assist            | Rubate            | Stopp.            | Punti             |
| --------------- | ---------------------- | --------------- | ------- | ------- | ------- | ---------------- | ---------------- | ---------------- | ----------------- | ----------------- | ----------------- | ----------------- | ----------------- |
| 2015-2016       | Pallacanestro Reggiana | Serie A         | 7       | 0       | 19      | 1/3              | 0/3              | 0/0              | 2                 | 2                 | 0                 | 0                 | 2                 |
| 2016-2017       | Pallacanestro Reggiana | Serie A         | 9       | 3       | 95      | 3/5              | 0/5              | 0/0              | 10                | 3                 | 1                 | 1                 | 6                 |
| 2017-2018       | Pallacanestro Reggiana | Serie A         | 13      | 0       | 46      | 0/2              | 0/2              | 0/0              | 11                | 1                 | 1                 | 0                 | 0                 |
| 2020-2021       | Pallacanestro Reggiana | Serie A         | 13      | 5       | 76      | 2/7              | 2/7              | 0/0              | 11                | 5                 | 1                 | 0                 | 10                |
| Totale carriera | Totale carriera        | Totale carriera | 42      | 8       | 236     | 6/17             | 2/17             | 0/0              | 34                | 11                | 3                 | 1                 | 18                |